# Jürgen B. Hausmann

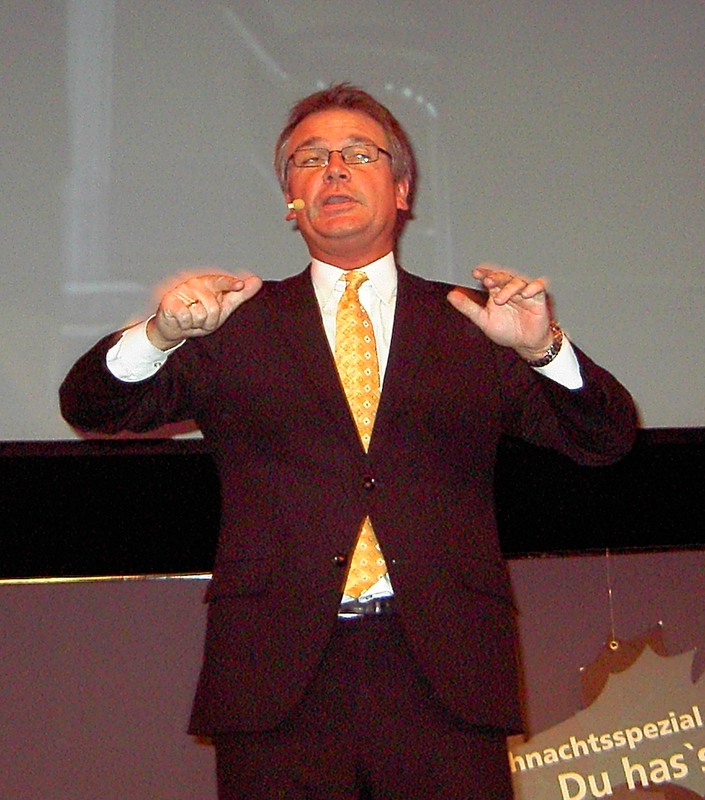
Jürgen B. Hausmann während eines Auftritts im Eurogress Aachen (2008)

Jürgen B. Hausmann (* 29. Oktober 1964 in Bardenberg) ist das Pseudonym des in Alsdorf (in der Städteregion Aachen) lebenden Lehrers und Kabarettisten Jürgen Karl Beckers. Um eine Verwechslung mit dem bekannten Kölner Kabarettisten Jürgen Becker auszuschließen, entschloss sich Jürgen Beckers zu dieser Namensänderung.

## Leben und Wirken
Jürgen Beckers war Gymnasiallehrer am Heilig-Geist-Gymnasium im benachbarten Würselen. Dort unterrichtete er Latein, Altgriechisch und Geschichte. 
Schon als Kind begann er seine Laufbahn als Büttenredner. Einem größeren Publikum wurde Jürgen Beckers durch seine Auftritte beim Aachener Karnevalsverein (AKV) bekannt. Hier tritt er regelmäßig als Gastredner bei der Verleihung des Ordens wider den tierischen Ernst auf.
1999 entschloss sich Jürgen B. Hausmann, sein Repertoire zu erweitern, um auch unabhängig von der Karnevalszeit Präsenz zeigen zu können. So schrieb er 1999 sein erstes Soloprogramm „Hausmannskost“. Vertont wurde sein Programm von Harald Claßen.
In der Region Aachen und Köln ist Jürgen B. Hausmann inzwischen eine feste Größe im Kabarett und füllt mit großem Erfolg auch größere Hallen mit seinen etwa zweistündigen Soloprogrammen. Exklusiv auf Antenne AC gibt es täglich um 7:40 Uhr und 18:20 Uhr eine Folge JB Hausmann.
Seit 2006 hat ihn auch der Kölner Karneval entdeckt, wo er mittlerweile fest integriert ist. So konnte er unter anderem auch einige Fernsehauftritte im ZDF bei „Karnevalissimo“ unter der Moderation von Guido Cantz und Janine Kunze, der Rosenmontagssitzung „Typisch Kölsch“ der EhrenGarde und bei der ARD innerhalb der „Kölner Mädchensitzung“ oder auch 2019 bei Karneval in Köln bestreiten.
Jürgen B. Hausmann war seit 2004 mit der Lehrerin Sandra Beckers verheiratet, inzwischen sind sie geschieden; zusammen hat das Paar zwei Kinder.

## Porträt
- Jürgen Karl Beckers genannt Hausmann – Fast ein Selbstportrait. Film von Klaus Michael Heinz (WDR Fernsehen, 1. November 2014)

## Programme (seit 1999)
- Hausmannskost (1999)
- Ohrläppchen FKK (2002)
- Tagesschau (2005)
- Comedy Wellness
- Leck mi am Oka mit d’r La Metta (Advents-Special 2006)
- Alaaf, der Frühling kött (Oster-Special 2007)
- Mensch, Hausmann… wie das Leben so spielt (2008)
- Isch glaub’ et disch (2012)
- D'r Baum fängt am nadeln (2013)
- Eijeijei (2014)
- Wie jeht et? Et jeht! (2015)
- Nach die Tage (2016)
- Frühling, Flanzen, Feiertare (2019)
- Korona, Krise, Klopapier (2020)
- Krisbaum, Kriskind, Krisdekrise - Weihnachtsspecial (2020)
- Jürgen B. Hausmann - Hurra, wir lachen noch! (2021)
- Oh weih..., oh weih..., oh Weihnachtszeit! (2022)
- Hausmann macht Schule (2023)

## CD-Veröffentlichungen
- Jürgen B. Hausmann
- Hausmannskost
- Ohrläppchen FKK
- Tagesschau
- Mensch Hausmann. Wie das Leben so spielt…
- Nää, dat jibt et jaar nit!!
- Hausmannskost. D’r Jung wird 10!

## Buch-Veröffentlichungen
- Spül’ mir das Lied vom Tod: Männer im Haushalt und andere Dramen. Breuer & Wardin, Bergisch Gladbach 2008, ISBN 978-3-939621-20-1.
- D'r Jung wird Fuffzisch! Einmal Hausmann - immer Hausmann. 2. Auflage. Breuer & Wardin, Bergisch Gladbach 2014, ISBN 978-3-939621-81-2.
- Jung, wat biste jroß jeworden! L100, Kempen 2020, ISBN 978-3-947984-07-7.
- Gelacht und geweint: Die Geschichte hinter meinen Geschichten. Bonifatius, Paderborn 2022, ISBN 978-3-89710-910-0.
- Jute Butter to go : Hausmannskost zum Mitnehmen und Mitlachen. L100, Kempen 2024 ISBN 978-3-947984-25-1.

## Auszeichnungen
- Morenhovener Lupe (2015)